# Szamszi-Adad I

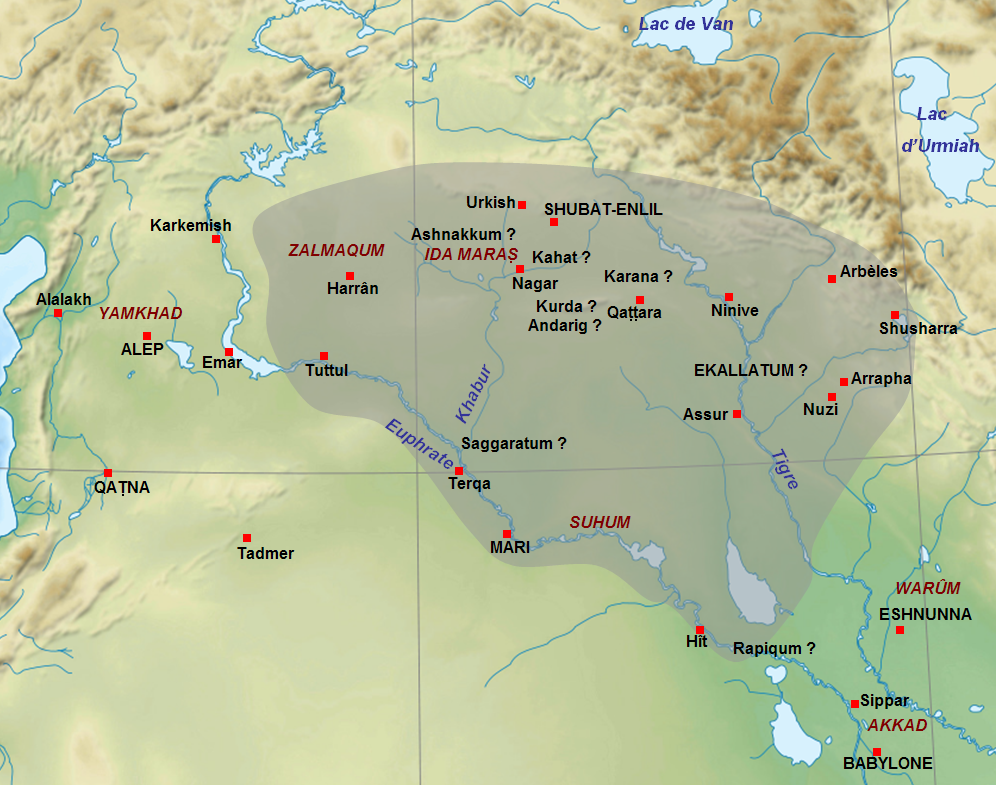
Zasięg terytorialny królestwa Szamszi-Adada I (1814-1782 p.n.e.)

„Szamszi-Adad (I), syn Ila-kabkabi, pomaszerował do Karduniasz (Babilonu) w czasie, gdy Naram-Sin (był królem Asyrii). Gdy Ibni-Adad pełnił urząd limmu Szamszi-Adad (I) wyruszył z Karduniasz i zajął miasto Ekallatum. Przez 3 lata pozostawał w Ekallatum. Gdy Atamar-Isztar pełnił urząd limmu, Szamszi-Adad (I) pomaszerował z Ekallatum (do Aszur) i usunął z tronu Eriszuma (II), syna Naram-Sina. (Sam) zasiadł na tronie i panował przez 33 lata”

Szamszi-Adad I (akadyjskie Šamšī-Adad; amoryckie Šamšī-Addu - tłum. „Słońcem moim jest bóg Adad”) – Amoryta, syn Ila-kabkabi z miasta Terqa, założyciel amoryckiej dynastii państwa asyryjskiego; twórca pierwszego asyryjskiego imperium. Według Asyryjskiej listy królów panować miał przez 33 lata (1814-1782 p.n.e.). Prowadził intensywną politykę podbojów, która doprowadziła Asyrię do pozycji mocarstwa w północnej Mezopotamii. Opanował terytoria od gór Zagros po Syrię i dotarł nawet do Morza Śródziemnego.

## Dojście do władzy
Niewiele wiemy o przeszłości Szamszi-Adada I. Jego ojciec, Ila-kabkabi, był władcą niewielkiego amoryckiego państewka Terqa leżącego na obrzeżach innego amoryckiego państwa Mari (środkowy Eufrat). Najwcześniejsze informacje o Szamszi-Adadzie pochodzą z asyryjskiej listy królów. Wiemy, iż spędził on pewien czas w Babilonii. Następnie udało mu się przejąć kontrolę nad leżącą nad Tygrysem na południe od miasta Aszur twierdzą Ekallatum (dokładna lokalizacja nieznana). Nie wiadomo dokładnie jak doszło do podboju samego miasta Aszur przez Szamszi-Adada. Szamszi-Adad nie uczynił Aszur swoją stolicą, lecz rezydował w mieście, które nazwał Szubat-Enlil (akad. Šubat-Enlil, tłum. „siedziba boga Enlila”), identyfikowanym ze stanowiskiem Tell Leilan. Swego starszego syna Iszme-Dagana uczynił wicekrólem Ekallatum.

## Podbój Mari
Gdy Szamszi-Adad I umocnił się na tronie asyryjskim, w Mari wybuchła rewolta pałacowa w której zabity został tamtejszy władca Jahdun-Lim. Następca tronu Zimri-Lim musiał uciekać i znalazł schronienie w królestwie Jamhadu (Aleppo). Szamszi-Adad wykorzystał panujące w Mari zamieszanie i przejął tam rządy usuwając uzurpatora który zabił Jahdun-Lima. Na tronie Mari Szamszi-Adad I osadził jako wicekróla swego młodszego syna Jasmah-Adada.

## Rządy
Po opanowaniu Mari Szamszi-Adad kontrolował całą północną Mezopotamię i część Syrii. W swych inskrypcjach chwali się on wzniesieniem triumfalnej steli nad brzegiem Morza Śródziemnego:
„Stelę, na której umieściłem moje wielkie imię,

wzniosłem w kraju Laban (Liban) na wybrzeżu

Wielkiego Morza (Morze Śródziemne)”
Królestwo Szamszi-Adada, sięgające od Eufratu po góry Zagros, a dzięki sieci przymierzy jeszcze dalej, było rządzone przez jego dwóch synów, których umieścił w Ekallatum i Mari. Podczas gdy starszy Iszme-Dagan odziedziczył talenty swojego ojca i był kompetentnym władcą, jego brat Jasmah-Adad był człowiekiem nieudolnym i słabego charakteru, co jasno wynika z listów wysyłanych przez ojca do młodszego syna:
„[...] jak długo będziemy musieli ciągle tobą kierować? Jesteś jeszcze młody: jeszcze broda nie porosła twoich policzków. Jak długo jeszcze nie będziesz umiał zarządzać swoim własnym domem? Czy nie widzisz, ze twój brat dowodzi wielkimi armiami! Troszczysz się chociaż o zarządzanie swoim pałacem i domem? [...]”
Szamszi-Adad umacniał i poszerzał granice swego państwa przez całe swoje życie. Jako pierwszy władca asyryjski - wzorem Sargona Wielkiego z Akadu - zaczął używać tytułu „król całości/wszystkiego” (akad. šar kiššati). Był bardzo dobrym organizatorem. Interesował się karawanami, produkcją pługów, a nawet dostawami gwoździ brązowych. Z uwagi na to, że jego kraj nie miał lasów, szczególnym zainteresowaniem obdarzał dostawy drewna. Cała ta praca poszła jednak na marne, gdyż wraz z jego śmiercią w 1782 r. p.n.e. państwo zaczęło szybko się rozpadać. Jasmah-Adad musiał uciekać z Mari przepędzony przez Zimri-Lima, korzystającego z poparcia Jamchadu, Esznunny i Babilonu. Iszme-Dagan pokonany został przez Daduszę, władcę Esznunny, a wiele z miast północnej Mezopotamii (takich jak Arbil czy Szubat-Enlil) wpadło m.in.w ręce Elamu i Esznunny.

## Asyryjska kolonia kupiecka w Kanesz
Na czasy panowania Szamszi-Adada I datowane jest powstanie nowej asyryjskiej kolonii kupieckiej w anatolijskim mieście Kanesz (tzw. faza kārum Kanesz Ib). Wcześniejsza asyryjska kolonia istniejąca w tym mieście (tzw. faza kārum Kanesz II) została zniszczona w wyniku najazdu ok. 35 lat wcześniej (w ok. 1835 r. p.n.e.). Nowa kolonia była o wiele mniejsza od poprzedniej, o czym świadczyć może m.in. fakt, iż z tej fazy istnienia kolonii posiadamy jedynie ok. 340 tabliczek, podczas gdy z poprzedniej ok. 23 tysiące tabliczek. Jak wynika z asyryjskiej listy eponimów odnalezionej w Kanesz kolonia z fazy Ib istniała najprawdopodobniej co najmniej do ok. 1725 r. p.n.e. W okresie istnienia kārum Kanesz Ib w Anatolii istniały również inne asyryjskie kolonie, o czym świadczą staroasyryjskie teksty odnalezione w Amkuwie i Hattusz (późniejsza hetycka Hattusa). Dodatkowo w Acem Höyük (starożytna Puruszhanda?) odnaleziono gliniane bulle z odciskami pieczęci cylindrycznej samego Szamszi-Adada I, co wskazuje, iż osobiście mógł on być zaangażowany w sprawy anatolijskie.

## Budowle wzniesione za panowania Szamszi-Adada I w mieścieAszur
- świątynia boga Aszura/Enlila zwana „Domem Dzikiego Byka Kraju” (sum. e2-am-kur-kur-ra)
- zigurat Enlila – pierwszy zigurat w północnej Mezopotamii
- tzw. stary pałac